# Peroxinitrato

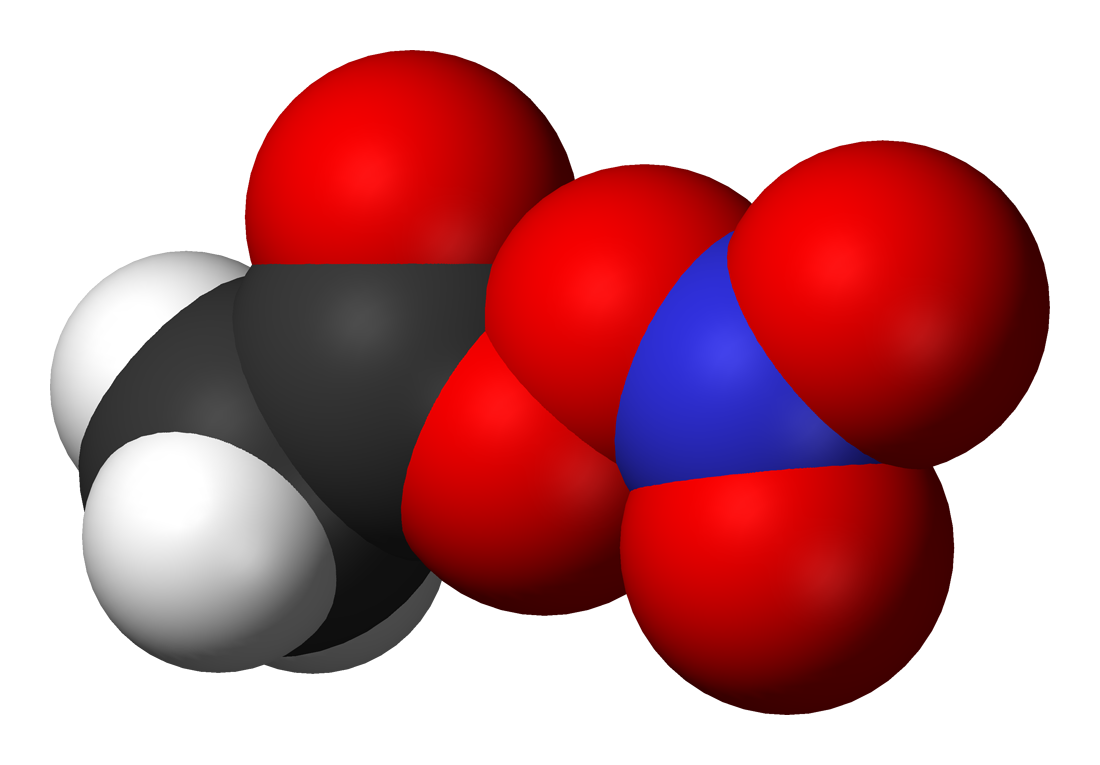
Nitrato de peroxiacetilo

El peroxinitrato (o peroxonitrato) se refiere a las sales del inestable ácido peroxinítrico, HNO4, del que no se conocen sales sólidas.